# Svartå landsfiskalsdistrikt
Svartå landsfiskalsdistrikt var 1918-1941 ett landsfiskalsdistrikt i Örebro län, bildat när Sveriges indelning i landsfiskalsdistrikt trädde i kraft den 1 januari 1918, enligt beslut den 7 september 1917. Landsfiskalsdistriktet avskaffades den 1 oktober 1941 (genom kungörelsen 28 juni 1941) när Sverige fick en ny indelning av landsfiskalsdistrikt. Dess ingående områden överfördes då till det nybildade Edsbergs landsfiskalsdistrikt.
Landsfiskalsdistriktet låg under länsstyrelsen i Örebro län.

## Ingående områden
1 januari 1923 (enligt beslut den 25 augusti 1922) upphörde delningen av Nysunds landskommun på två län och hela kommunen förlades till Örebro län och Svartå landsfiskalsdistrikt.

### Från 1918
Edsbergs härad:
- Del av Nysunds landskommun: Den delen av landskommunen som låg i Örebro län.[2]
- Kvistbro landskommun
- Skagershults landskommun

### Från 1923
Edsbergs härad:
- Nysunds landskommun
- Kvistbro landskommun
- Skagershults landskommun